# Avima falconensis
Avima falconensis is een hooiwagen uit de familie Agoristenidae.